# Valsequillo de Gran Canaria
Valsequillo de Gran Canaria ist eine Gemeinde auf der Kanarischen Insel Gran Canaria. Sie hat 9.768 Einwohner (Stand: 2024) auf einer Fläche von 39,15 km².
Valsequillo liegt südsüdwestlich von Las Palmas de Gran Canaria. Die Nachbargemeinden sind Santa Brígida im Norden, Telde im Nordosten und Osten, Ingenio im Südosten, San Bartolomé de Tirajana im Süden und Vega de San Mateo im Westen.

## Ortsteile
Die Gemeinde ist verwaltungstechnisch in die folgenden Teile gegliedert:
- La Barrera
- La Cantera (mit Las Chozas)
- Las Casillas
- Era de Mota
- El Helechal
- Los Llanetes
- Llanos del Conde: Los Almendros, Luis Verde und El Roque
- Lomitos de Correa (mit Los Juagarzos)
- El Montañón
- El Pedregal
- El Rincón
- Tecén de Valsequillo
- Tenteniguada (mit El Almendrillo)
- El Troncón
- Valle de San Roque de Valsequillo: Cuevas Negras, Los Pinos und San Roque
- Valsequillo (Gemeindehauptstadt): Las Casas, Colmenar Bajo, Majuelo, Mirabala und Valsequillo (Altstadt)
- Las Vegas (mit Colmenar Alto und La Suertecilla)
- Los Arenales: Solana del Fregenal und Lomo del Fregenal

## Einwohner
| Jahr | Einwohner | Bevölkerungsdichte |
| ---- | --------- | ------------------ |
| 1991 | 6.374     | 162,8 Ew./km²      |
| 1996 | 7.796     | 199,1 Ew./km²      |
| 1998 | 7.710     | 196,9 Ew./km²      |
| 1999 | 7.905     | 201,9 Ew./km²      |
| 2000 | 8.049     | 205,6 Ew./km²      |
| 2001 | 8.139     | 207,9 Ew./km²      |
| 2002 | 8.311     | 212,3 Ew./km²      |
| 2003 | 8.381     | 214,1 Ew./km²      |
| 2004 | 8.498     | 217,1 Ew./km²      |
| 2005 | 8.659     | 221,2 Ew./km²      |
| 2006 | 8.583     | 219,2 Ew./km²      |

## Persönlichkeiten
- Cristóbal Déniz Hernández (* 1969), römisch-katholischer Geistlicher, Weihbischof auf den Kanarischen Inseln